# John Forbes (regatista)
John Robert Forbes (Sídney, 29 de enero de 1970) es un deportista australiano que compitió en vela en la clase Tornado. 
Participó en tres Juegos Olímpicos de Verano, obteniendo dos medallas, bronce en Barcelona 1992 (junto con Mitchell Booth) y plata en Sídney 2000 (con Darren Bundock), ambas en la clase Tornado, y el sexto lugar en Atenas 2004.
Ganó once medallas en el Campeonato Mundial de Tornado entre los años 1987 y 2004, y una medalla de bronce en el Campeonato Europeo de Tornado de 1998.

## Palmarés internacional
| \| Juegos Olímpicos \| Juegos Olímpicos \| Juegos Olímpicos \| Juegos Olímpicos \| \| Año \| Lugar \| Medalla \| Clase \| \| ----------------------- \| ---------------------------------- \| ----------------- \| ---------------- \| \| 1992 \| Barcelona (España) \| Medalla de bronce \| Tornado \| \| 2000 \| Sídney (Australia) \| Medalla de plata \| Tornado \| \| Campeonato Mundial \| \| \| \| \| Año \| Lugar \| Medalla \| Clase \| \| 1987 \| Kiel (RFA) \| Medalla de plata \| Tornado \| \| 1989 \| Houston (Estados Unidos) \| Medalla de oro \| Tornado \| \| 1992 \| Perth (Australia) \| Medalla de oro \| Tornado \| \| 1993 \| Long Beach (Estados Unidos) \| Medalla de plata \| Tornado \| \| 1994 \| Båstad (Suecia) \| Medalla de bronce \| Tornado \| \| 1996 \| Brisbane (Australia) \| Medalla de bronce \| Tornado \| \| 1998 \| Búzios (Brasil) \| Medalla de oro \| Tornado \| \| 2001 \| Richards Bay (Sudáfrica) \| Medalla de oro \| Tornado \| \| 2002 \| Martha's Vineyard (Estados Unidos) \| Medalla de oro \| Tornado \| \| 2003 \| Cádiz (España) \| Medalla de oro \| Tornado \| \| 2004 \| Palma de Mallorca (España) \| Medalla de bronce \| Tornado \| \| Campeonato Europeo[n 1] \| \| \| \| \| Año \| Lugar \| Medalla \| Clase \| \| 1998 \| Porto Carras (Grecia) \| Medalla de bronce \| Tornado \| |                                    |                   |         |
| Juegos Olímpicos |                                    |                   |         |
| Año | Lugar                              | Medalla           | Clase   |
| 1992 | Barcelona (España)                 | Medalla de bronce | Tornado |
| 2000 | Sídney (Australia)                 | Medalla de plata  | Tornado |
| Campeonato Mundial |                                    |                   |         |
| Año | Lugar                              | Medalla           | Clase   |
| 1987 | Kiel (RFA)                         | Medalla de plata  | Tornado |
| 1989 | Houston (Estados Unidos)           | Medalla de oro    | Tornado |
| 1992 | Perth (Australia)                  | Medalla de oro    | Tornado |
| 1993 | Long Beach (Estados Unidos)        | Medalla de plata  | Tornado |
| 1994 | Båstad (Suecia)                    | Medalla de bronce | Tornado |
| 1996 | Brisbane (Australia)               | Medalla de bronce | Tornado |
| 1998 | Búzios (Brasil)                    | Medalla de oro    | Tornado |
| 2001 | Richards Bay (Sudáfrica)           | Medalla de oro    | Tornado |
| 2002 | Martha's Vineyard (Estados Unidos) | Medalla de oro    | Tornado |
| 2003 | Cádiz (España)                     | Medalla de oro    | Tornado |
| 2004 | Palma de Mallorca (España)         | Medalla de bronce | Tornado |
| Campeonato Europeo |                                    |                   |         |
| Año | Lugar                              | Medalla           | Clase   |
| 1998 | Porto Carras (Grecia)              | Medalla de bronce | Tornado |

1. ↑  En algunas ediciones del Campeonato Europeo se permitió la participación de regatistas de otros continentes.